# Hurrikan Debbie (1969)
Hurrikan Debbie war ein intensiver und langlebiger Hurrikan, der sich während der zweiten Hälfte des August 1969 bildete. Der fünfte tropische Wirbelsturm und zweite schwere Hurrikan der Atlantischen Hurrikansaison 1969 entstand am 14. August im Zentralatlantik und folgte einem grob nordwestlichen Kurs, bevor er schließlich nach Norden zog. Der Sturm charakterisierte sich durch zahlreiche Schwankungen seiner Intensität, wobei er zu vier verschiedenen Zeitpunkten andauernde Windgeschwindigkeiten entsprechend der Kategorie 3 der erst später eingeführten Saffir-Simpson-Hurrikan-Windskala erreichte. Der Hurrikan passierte Bermuda am 22. August südöstlich, bevor er schließlich mit starken Winden Neufundland streifte. Er löste sich über dem kalten Wasser östlich von Grönland auf. Obwohl Debbie wenige Auswirkungen auf Land hatte, wurde der Hurrikan ausgiebig untersucht und war Gegenstand eines Projektes zur Wetterbeeinflussung, des Project Stormfury, bei dem die Wolken mit Silberjodid „geimpft“ wurden.

## Sturmverlauf

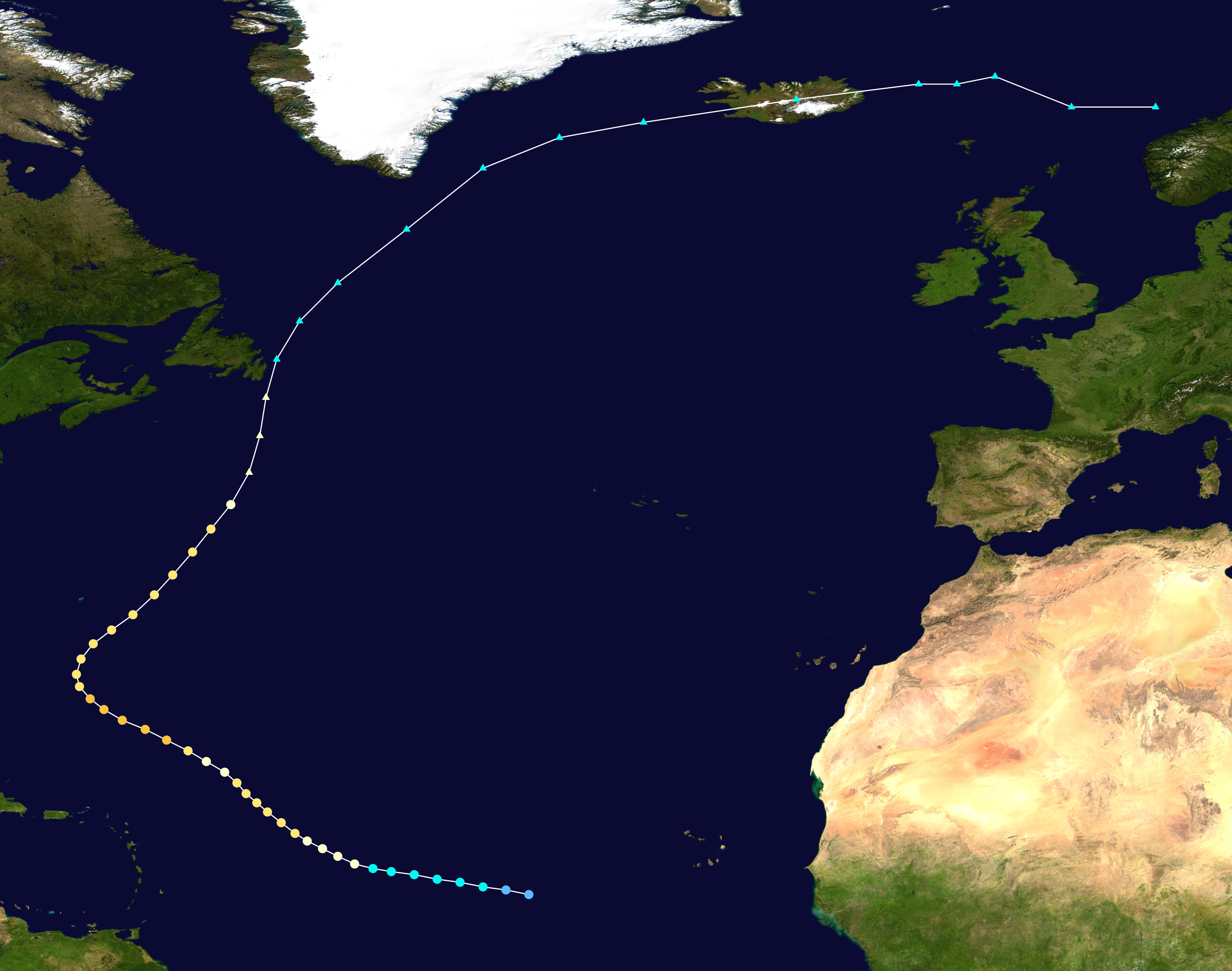
Zugbahn von Hurrikan Debbie

Eine mit einer tropischen Welle verbundene Störung intensivierte sich am 14. August zu einem tropischen Tiefdruckgebiet. Das System hatte sich bis zum 15. August bereits erkennbar besser organisiert und erreichte um 12:00 UTC die Stärke eines tropischen Sturmes. Nachdem das System den Namen erhalten hatte, zog Debbie west-nordwestwärts mit einer Vorwärtsgeschwindigkeit von rund 24 km/h und die Meteorologen gingen von einer stetigen Zunahme der Kraft Debbies aus. Debbie wurde am 16. August zu einem Hurrikan und drehte auf eine mehr nordwestliche Richtung. Der Hurrikan entwickelte sich weiter und erreichte gegen 12:00 Uhr UTC am nächsten Tag Windgeschwindigkeiten entsprechend der Kategorie 2. Am 18. August wurde Debbie zu einem schweren Hurrikan.
Dann jedoch verlor der Hurrikan schnell an Kraft und erreichte am 19. August nur noch die Stärke eines minimalen Hurrikans. Etwa zu diesem Zeitpunkt schlug Debbie eine eher westwärts gerichtete Bewegung ein, wobei allerdings die grob nordwestliche Zugbahn beibehalten wurde. Die abrupte Abschwächung kann das Resultat des Experimentes sein, das unter dem Namen Project Stormfury ausgeführt wurde und zur Auflösung des Hurrikans führen sollte. Im Tagesverlauf begann Debbie jedoch erneut an Stärke zu gewinnen und erreichte am 20. August, trotz einer Schwankung der Stärke, erneut die Kategorie 3. In dieser Phase erreichte der Wirbelsturm bei andauernden Windgeschwindigkeiten von 195 km/h mit 951 Millibar seinen niedrigsten aufgezeichneten Luftdruck.
Am 21. August schwenkte Debbie nach Norden und bog schließlich nordostwärts. Debbie schwächte sich zu einem Kategorie-2-Hurrikan ab, konnte jedoch noch ein viertes Mal die Stärke eines schweren Hurrikans erreichen. Der Hurrikan zog dann ein gutes Stück südöstlich an Bermuda vorbei, wobei man davon ausgeht, dass die Anwesenheit von Hurrikan Camille, der vom Festland aus am 20. August über das Wasser des Atlantischen Ozeans gelangte, verhindert hat, dass Debbie weiter westlich näher an der Insel vorbeizog. Der Hurrikan behielt seine Intensität während des 22. Augusts bei und nahm eine nordöstliche Zugrichtung an.
Am 23. August setzte die Abschwächung des Hurrikans ein, der nun nach Norden wanderte. Am nächsten Tag streifte der Wirbelsturm, der sich inzwischen zu einem Kategorie-1-Hurrikan abgeschwächt hatte, die Südostspitze von Neufundland. Debbie begann die tropischen Eigenschaften zu verlieren, als der Sturm in nordöstlicher Richtung beschleunigte, und schwächte sich in der Frühe des 25. August zu einem tropischen Sturm ab. Als der Sturm über zunehmend kälteres Wasser gelangte, löste er sich östlich von Grönland auf.

## Auswirkungen und Project Stormfury

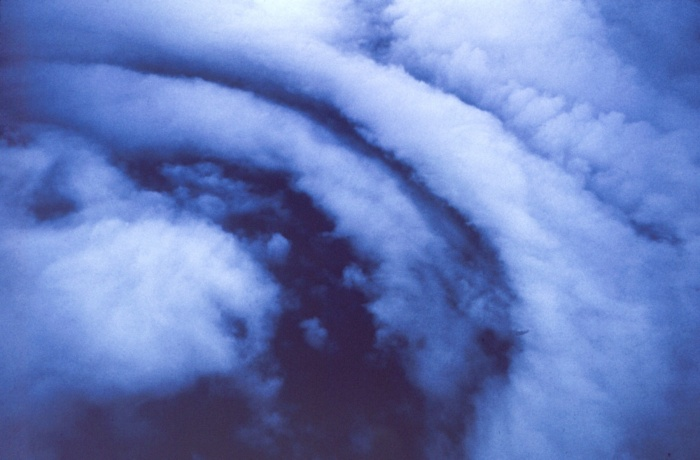
Das Auge des Sturms

Debbie war Gegenstand eines Experimentes zur Wetterbeeinflussung mit dem Namen Project Stormfury, bei dem untersucht werden sollte, ob tropische Wirbelstürme abgeschwächt werden können, indem man sie mit Silberjodid „impft“. Der Sturm war eine günstige Gelegenheit, um die Auswirkungen der in dem Experiment vorgesehenen Maßnahmen zu testen. Er war für die „Impfung“ in mehreren Aspekten ideal: Der Sturm gefährdete kein Land, er befand sich innerhalb der Reichweite der zur „Impfung“ eingesetzten Flugzeuge, er war ausreichend intensiv und wies ein Auge auf. Am 18. August und nochmal am 20. August flogen insgesamt dreizehn Flugzeuge aus, um den Sturm zu beobachten und um das Silberjodid zu verstreuen. Am ersten Tag gingen die Windgeschwindigkeiten um 31 Prozent zurück, am zweiten Einsatztag um 18 Prozent. Beide Änderungen waren konsistent mit den Hypothesen, die für das Project Stormfury aufgestellt waren. Als Ergebnis wurde festgehalten, dass deswegen „ein großzügig erweitertes Forschungsprogramm geplant wurde“. Unter anderen Ergebnissen schloss man auch, dass die „Impfung“ in regelmäßigen Intervallen von etwa einer Stunde notwendig sein würde.
Das Projekt Stormfury wurde 1983 eingestellt, nachdem erhebliche Zweifel an der Wirksamkeit der Wolkenimpfung aufgekommen waren. Ihr Einfluss ließ sich nicht von natürlichen Faktoren unterscheiden, wahrscheinlich enthalten die Wolken eines Hurrikans schon zu viel Eiskristalle und zu wenig unterkühlte Wassertropfen, als dass eine Impfung erfolgversprechend ist. Auch gab es Sorge vor rechtlichen Folgen und öffentlicher Kritik, falls ein Hurrikan nach einer Impfung Verwüstungen anrichten und diese auf die Impfung zurückgeführt würden.
Debbie blieb auf der 4800 km langen Zugbahn überwiegend auf See und verursachte deswegen wenige Schäden. Als der Sturm Bermuda passierte, führte dies auf der Insel zu keinen oder nur geringen Schäden. Über dem Osten Neufundlands wurden, als der Sturm vorbeizog, Windgeschwindigkeiten von 80 bis 85 km/h gemessen.
Der Name Debbie wurde nach der Verwendung im Jahr 1969 nicht von der Liste der Namen tropischer Wirbelstürme gestrichen, durch eine Änderung bei der Art und Weise der Vergabe der Namen im atlantischen Becken wurde er jedoch nicht mehr verwendet. Zuvor wurde der Name Debbie in den atlantischen Hurrikansaisons 1957, 1961 und 1965 vergeben. Unter der abweichenden Schreibweise Debby erhielten seit 1982 im Atlantik fünf Wirbelstürme einen ähnlichen Namen.